# Ділянки хори на перешийку Маячного півострова
Ділянки хори на перешийку Маячного півострова — заповідна територія в межах об'єкту світової спадщини ЮНЕСКО «Стародавнє місто Херсонес Таврійський та його хора», частина античного архітектурно-технологічного ансамблю.
Територія заповідної ділянки площею близько 14 га розташована на перешийку Маячного півострова, що має пологий схил зі сходу (з боку Блакитної бухти) до заходу (до Козачої бухти). В межах перешийка, а також невеликого острівця у верхів'ї Козачої бухти відомі залишки великого археологічного комплексу — укріпленого поселення елліністичного часу, фортифікаційних споруд із баштами та куртинами, а також клерів і давніх доріг. Більшість дослідників ототожнює це поселення із так званим Старим або Стабоновим Херсонесом.
Це поселення є територією, яку вигородили поперек перешийка двома паралельними лініями оборонних стін з квадратними баштами на відстані 70–75 м одна від одної. Зовнішня (південно-східна) стіна зведена вздовж західного схилу Козачої балки. Внутрішня (північно-західна) прокладена по вершині вододільного плато південної частини Маячного півострова. Відстань між двома лініями оборони складала 200—210 м. Площа укріпленого поселення в давні часи сягала близько 17,5 га; в теперішній час його західна частина зруйнована казематами 35-ї берегової батареї часів Першої Світової війни, а східна, за винятком згаданого острівця, знаходиться під водою в Козачій бухті. Внутрішній простір укріплення був розділений поперечними стінами на чотири приблизно рівні по площі ділянки (близько 4,5 га кожна). Північно-західна частина укріплення не мала забудови, на її території фрагментарно досліджені сільськогосподарські наділи зі слідами виноградного плантажу, що, можливо, передував появі самого укріплення. Північно-східна частина поселення, що спускалася до Козачої бухти терасами, була зайнята щільною забудовою міського типу, з розподілом на квартали, житловими і господарськими будівлями, а також культовим комплексом, до складу якого входили залишки вівтаря з прилеглою винодавильнею, велика водозбірна цистерна або колодязь, та ін. Планування південної території поселення невідоме; припускається, що в південно-західній частині поселення розташовувалися руїни античного храму, нині втраченого у зв'язку з будівництвом берегової артилерійської батареї.
Археологічні матеріали свідчать про існування даного поселення і його укріплень в елліністичний і римський час. Окремі середньовічні матеріали, знайдені на цій ділянці, ймовірно пов'язані з печерними спорудами в кручах скельних терас і руїнами християнського монастиря на острівці в Козачій бухті. Церковна легенда співвідносить даний острівець з місцем, де в IX ст. н. е. було знайдено мощі св. Климента Римського. Припускається, що в античний час на острівці розташовувалася одна з башт згаданого укріплення. На підставі археологічних досліджень можна припустити, що дане укріплення виникло в IV ст. до н. е. для захисту сільськогосподарських наділів Маячного півострова — одної з перших ділянок розмежування гераклейської хори. При цьому, в межах укріплення опинилася частина сільськогосподарської території, яку надалі  використовували, ймовірно, як схованку. Водночас прилегла до Козачої бухти частина мала міську забудову і, ймовірно, була населена людьми, що обслуговували нині затоплені портові причали.
Часом на початок весни 2014 року частково музеєфіковано лише ділянки розкопаної міської забудови на березі Козачої бухти. Надалі потрібні додаткові дослідження і консервація оборонних ліній укріплення, залишків сільськогосподарського планування і монастирської структури на острові.